# 野方站
野方站（日语：／ Nogata eki */?）是位於日本東京都中野區野方六丁目，屬於西武鐵道新宿線的鐵路車站。車站編號是SS07。

## 歴史
- 1927年（昭和2年）4月16日 - 開業。
- 1983年（昭和58年）4月14日 - 開始使用新站舍[1]。
- 1983年（昭和58年）8月11日 - 開始使用跨線橋。同日廢止站內的平交道[2]。
- 2006年（平成18年）9月23日 - 隨著新宿線運行管理系統的更新、月台開始使用LED列車資訊顯示器。
- 2009年（平成21年）4月 - 由國土交通省鐵道駅總合改善事業開始站舍改良工程。事業主體為第三鐵道部門的野方駅整備株式会社[3]。
- 2010年（平成22年）3月27日 - 開始使用新站舍前、以施設見學會於北口舉行開設紀念儀式。
- 2010年（平成22年）3月28日 - 完成了站舍改良工程的一部分、啟用除南口以外的新站舍。於南口側設置臨時階梯。
- 2010年（平成22年）11月15日 - 啟用新站舍南口。

## 車站構造
島式月台1面2線車站，站房為南北相通的跨站式站房。為新宿線各站皆停車站內唯一有島式月台的車站。10節編組列車不能停靠本站。月台層與剪票口樓層之間有電梯和升降機。2010年3月28日、開設了新的北面出口、同時開始使用新站房。南面出口在同年10月完成、同年12月啟用南口站前廣場。洗手間位於閘內大堂，並付有多功能廁所。

### 月台配置
| 月台 | 路線   | 方向 | 目的地                 |
| ---- | ------ | ---- | ---------------------- |
| 1    | 新宿線 | 下行 | 所澤、本川越、拜島方向 |
| 2    | 新宿線 | 上行 | 高田馬場、西武新宿方向 |

## 使用情況
2016年度1日平均上下車人次為24,441人，西武鐵道全部92個車站當中排行第47位。
近年1日平均上下車人次、上車人次的推移如下表。
| 年度               | 1日平均 上下車人次 | 1日平均 上車人次 | 來源     |
| ------------------ | ------------------ | ---------------- | -------- |
| 1990年（平成02年） |                    | 14,427           | [ * 1 ]  |
| 1991年（平成03年） |                    | 14,396           | [ * 2 ]  |
| 1992年（平成04年） |                    | 13,992           | [ * 3 ]  |
| 1993年（平成05年） |                    | 13,756           | [ * 4 ]  |
| 1994年（平成06年） |                    | 13,315           | [ * 5 ]  |
| 1995年（平成07年） |                    | 13,082           | [ * 6 ]  |
| 1996年（平成08年） |                    | 12,879           | [ * 7 ]  |
| 1997年（平成09年） | 25,195             | 12,641           | [ * 8 ]  |
| 1998年（平成10年） | 24,216             | 12,230           | [ * 9 ]  |
| 1999年（平成11年） | 23,829             | 12,041           | [ * 10 ] |
| 2000年（平成12年） | 23,800             | 11,989           | [ * 11 ] |
| 2001年（平成13年） | 23,463             | 11,801           | [ * 12 ] |
| 2002年（平成14年） | 23,024             | 11,534           | [ * 13 ] |
| 2003年（平成15年） | 22,675             | 11,342           | [ * 14 ] |
| 2004年（平成16年） | 22,258             | 11,112           | [ * 15 ] |
| 2005年（平成17年） | 21,885             | 10,923           | [ * 16 ] |
| 2006年（平成18年） | 22,121             | 11,066           | [ * 17 ] |
| 2007年（平成19年） | 22,415             | 11,221           | [ * 18 ] |
| 2008年（平成20年） | 22,486             | 11,252           | [ * 19 ] |
| 2009年（平成21年） | 22,154             | 11,066           | [ * 20 ] |
| 2010年（平成22年） | 21,900             | 11,000           | [ * 21 ] |
| 2011年（平成23年） | 21,844             | 10,986           | [ * 22 ] |
| 2012年（平成24年） | 22,549             | 11,315           | [ * 23 ] |
| 2013年（平成25年） | 22,941             | 11,542           | [ * 24 ] |
| 2014年（平成26年） | 22,929             | 11,521           | [ * 25 ] |
| 2015年（平成27年） | 23,629             |                  |          |
| 2016年（平成28年） | 24,441             |                  |          |

## 車站周邊
- 環七通
- 宮坂釀造本社
- 中野區立北原小學校
- 中野區立野方圖書館
- 東京都立中野工業高等學校
- 中野區立第六中學校

## 相鄰車站
西武鐵道

 新宿線
■通勤急行、■急行、■準急
通過
■各站停車
沼袋（SS06）－野方（SS07）－都立家政（SS08）

## 外部連結
- 野方 - 西武鐵道